# Uranophora albimaculata
Uranophora albimaculata är en fjärilsart som beskrevs av George Francis Hampson 1901. Uranophora albimaculata ingår i släktet Uranophora och familjen björnspinnare. Inga underarter finns listade i Catalogue of Life.